# Тедді Лучич
Те́дді Лу́чич (швед. Teddy Lučić, МФА: [ˈtɛdʏ ˈlʊtɕɪtɕ], * 15 квітня 1973, Біскопсгорден) — колишній шведський футболіст, захисник.

## Клубна кар'єра
Народився у шведському місті Біскопсгордені, батько — хорват, мати — фінка.
У дорослому футболі дебютував 1993 року виступами за команду клубу «Вестра Фрелунда», в якій провів два сезони, взявши участь у 68 матчах чемпіонату.
Згодом з 1995 по 1998 рік захищав кольори «Гетеборга». 1998 року переїхав до Італії, де протягом двох сезонів грав у складі місцевої «Болоньї». Закріпитися в італійській команді не зміг, за два роки провів в Серії A лише дев'ять ігор.
2000 року повернувся на батьківщину, уклавши контракт з клубом АІК. Сезон 2002-03 провів в оренді в англійському «Лідс Юнайтед».
Своєю грою за останню команду привернув увагу представників тренерського штабу німецького «Баєр 04», до складу якого приєднався 2003 року. Відіграв за команду з Леверкузена наступні два сезони своєї ігрової кар'єри, до основного складу нового клубу досвідчений захисник пробитися не зміг і 2005 року повернувся до Швеції.
Протягом 2005–2008 років захищав кольори команди клубу «Геккен». Завершив професійну ігрову кар'єру у клубі «Ельфсборг», за команду якого виступав протягом 2008–2010 років.

## Виступи за збірну
1994 року дебютував в офіційних матчах у складі національної збірної Швеції. Протягом кар'єри у національній команді, яка тривала 13 років, провів у формі головної команди країни 86 матчів.
У складі збірної був учасником чемпіонату світу 1994 року у США, на якому шведи стали бронзовими призерами, чемпіонату Європи 2000 року у Бельгії і Нідерландах, чемпіонату світу 2002 року в Японії і Південній Кореї, чемпіонату Європи 2004 року у Португалії, а також чемпіонату світу 2006 року у Німеччині.

## Титули і досягнення
- Чемпіон Швеції: 1996
- Бронзовий призер чемпіонату світу: 1994